# The Walk : Rêver plus haut
Pour les articles homonymes, voir The Walk.
Pour plus de détails, voir Fiche technique et Distribution.
The Walk : Rêver plus haut, ou La Marche au Québec (The Walk) est un film américain réalisé par Robert Zemeckis et sorti en 2015. Il s'agit d'un film biographique sur le funambule français Philippe Petit principalement centré sur sa traversée entre les deux tours du World Trade Center en août 1974.
Le film a reçu des critiques positives de la part des critiques, avec des éloges pour la performance de Joseph Gordon-Levitt, la réalisation de Robert Zemeckis et les effets visuels, en particulier pendant la scène de la traversée entre les deux tours. Le box-office est cependant mitigé.

## Synopsis
En 1974, le funambule français Philippe Petit tente illégalement une traversée de 61 mètres à une hauteur de 417 mètres, entre le sommet des deux tours jumelles du World Trade Center…

## Fiche technique
Sauf indication contraire, les informations mentionnées dans cette section peuvent être confirmées par la base de données cinématographiques IMDb,  présente dans la section « Liens externes ».
- Titre original : The Walk
- Titre français : The Walk : Rêver plus haut
- Titre québécois : La Marche
- Titre provisoire : To Reach the Clouds
- Réalisation : Robert Zemeckis
- Scénario : Robert Zemeckis et Christopher Browne, d'après l'autobiographie To Reach the Clouds de Philippe Petit
- Musique : Alan Silvestri
- Direction artistique : Félix Larivière-Charron
- Décors : Naomi Shohan
- Costumes : Suttirat Larlarb
- Montage : Jeremiah O'Driscoll
- Photographie : Dariusz Wolski
- Production : Steve Starkey, Robert Zemeckis et Jack Rapke
- Production exécutif : Cherylanne Martin et Tom Rothman
- Sociétés de production : ImageMovers et Sony Pictures Entertainment
- Sociétés de distribution : TriStar (États-Unis), Sony Pictures Releasing France (France)
- Pays de production :  États-Unis
- Langues originales : anglais, français
- Budget : 35 millions de dollars[1]
- Format : couleur - 2,35:1 - son Dolby numérique - copies exploitation images : relief 3D
- Genre : drame biographique
- Durée : 123 minutes
- Date de sortie[2] :
  - États-Unis : 2 octobre 2015
  - France : 28 octobre 2015

## Distribution

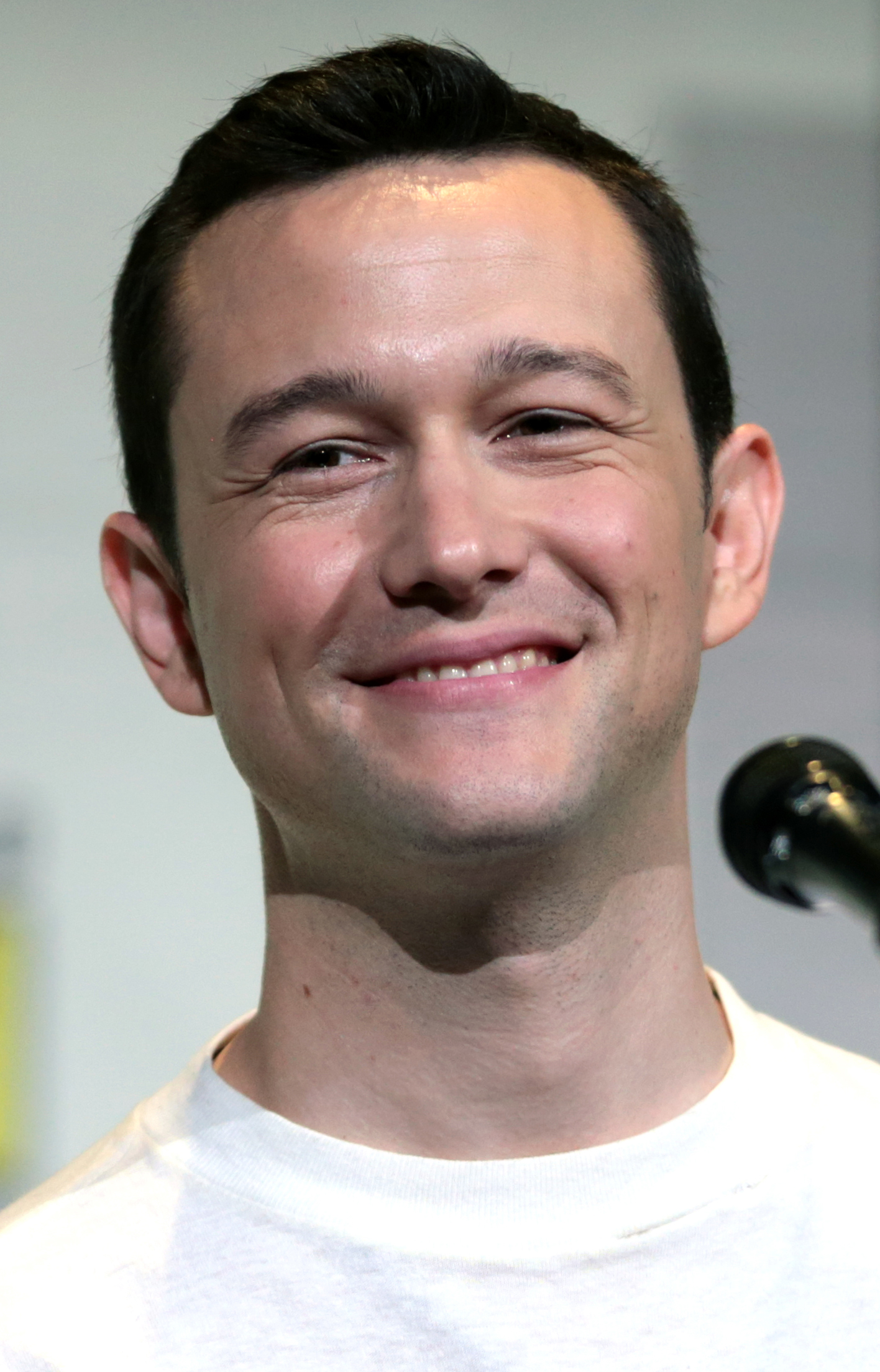
L'acteur américain Joseph Gordon-Levitt incarne le protagoniste français, Philippe Petit.

- Joseph Gordon-Levitt (VF : Donald Reignoux ; VQ : Hugolin Chevrette-Landesque) : Philippe Petit
- Ben Kingsley (VF : Féodor Atkine ; VQ : Jacques Lavallée) : Rudolf Omankowsky dit « Papa Rudy »
- Ben Schwartz (VF : Yoann Sover ; VQ : Maël Davan-Soulas) : Albert
- Charlotte Le Bon (VF : elle-même) : Annie Allix
- James Badge Dale (VF : Jérôme Pauwels ; VQ : Pierre-Étienne Rouillard) : Jean-Pierre « J.P. »
- Steve Valentine (VF : Pierre Tessier ; VQ : Christian Perrault) : Barry Greenhouse
- Sergio Di Zio : l'officier Genco
- Mark Camacho : Guy Tozolli
- Jason Deline : Tessio
- Benedict Samuel (VF : Axel Kiener ; VQ : Éric Paulhus) : David
- Clément Sibony (VF : lui-même ; VQ : Adrien Bletton) : Jean-Louis
- Jason Blicker : l'officier Daley
- Daniel Harroch (VF : Loïc Guingand) : officier Clemenza
- César Domboy (VF : lui-même ; VQ : Nicolas Bacon) : Jean-François Heckel
- Vittorio Rossi (VF : Jean-Luc Atlan) : le sergent O'Donnell
- Serge Martineau (VF : Emmanuel Gradi) : le contremaître

 Source et légende : version française (VF) sur RS Doublage et version québécoise sur Doublage Québec
 Sauf indication contraire, les informations mentionnées dans cette section peuvent être confirmées par la base de données cinématographiques IMDb,  présente dans la section « Liens externes ».

## Production

### Développement

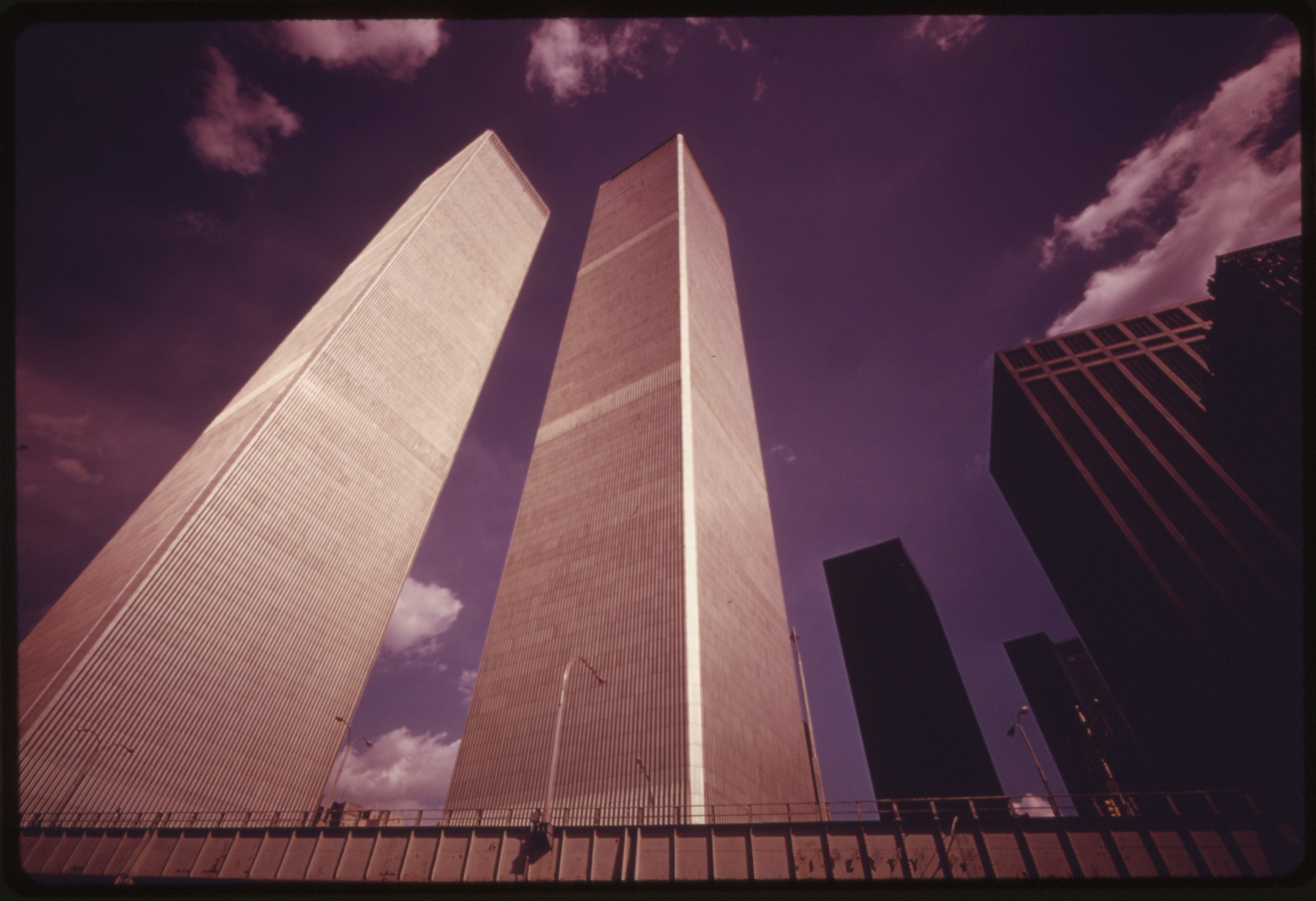
Les tours jumelles du World Trade Center en 1974.

Le 23 janvier 2014, il est annoncé que Robert Zemeckis va réaliser un film sur Philippe Petit et sa traversée entre les tours du World Trade Center le 7 août 1974. Le cinéaste avait depuis 2006 l'idée de faire ce film, même si Philippe Petit l'avait prévenu qu'un documentaire était alors en projet, Le Funambule. Au départ, il est envisagé de le réaliser intégralement en capture de mouvement, mais cela aurait coûté trop cher. Seules certaines scènes bénéficieront donc de ce traitement.

### Distribution
Dès l'annonce du projet, il est annoncé que Joseph Gordon-Levitt tiendra le rôle de Philippe Petit,.
Le 25 avril 2014, Charlotte Le Bon, Ben Kingsley et James Badge Dale rejoignent le projet.
Le 7 mai 2014, Steve Valentine s'ajoute au projet, suivi par Ben Schwartz quelques jours plus tard.

### Tournage
Le tournage débute le 26 mai 2014 à Montréal et se termine le 6 août 2014,.

### Musique
Albums de Alan Silvestri
La Nuit au musée : Le Secret des Pharaons
(2015)
La musique du film est composée par Alan Silvestri, collaborateur très régulier de Robert Zemeckis, depuis À la poursuite du diamant vert.
| 1.  | Pourquoi?                                              | 3:32 |
| 2.  | Young Philippe                                         | 2:12 |
| 3.  | Two Loves                                              | 3:21 |
| 4.  | Two Loves                                              | 1:50 |
| 5.  | "It's Something Beautiful"                             | 2:58 |
| 6.  | Spy Work                                               | 1:37 |
| 7.  | Full of Doubt                                          | 2:31 |
| 8.  | Time Passes                                            | 4:03 |
| 9.  | The Arrow                                              | 3:17 |
| 10. | "We Have a Problem"                                    | 5:17 |
| 11. | The Walk                                               | 6:25 |
| 12. | "I Feel Thankful"                                      | 7:21 |
| 13. | "They Want to Kill You"                                | 3:57 |
| 14. | "There is No Why"                                      | 3:57 |
| 15. | "Perhaps You Brought Them to Life - Given Them a Soul" | 4:20 |

Autres chansons présentes dans le film
- Douce Candy de Claude François[15] (adaptation française de Sugar, Sugar de The Archies)
- Ces bottes sont faites pour marcher d'Eileen (adaptation française de These Boots are Made for Walkin' de Nancy Sinatra)
- Noir c'est noir de Johnny Hallyday (adaptation française de Black is Black de Los Bravos)
- Suzanne de Leonard Cohen, adapté par Graeme Allwright
- Da dou ron ron de Johnny Hallyday (adaptation française de Da Doo Ron Ron de The Crystals)
- Toby Dammit composé par Nino Rota et interprété par l'Orchestre philharmonique de Prague
- I Want To Take You Higher interprété par Sly and the Family Stone
- La Lettre à Élise de Ludwig van Beethoven

## Thématiques

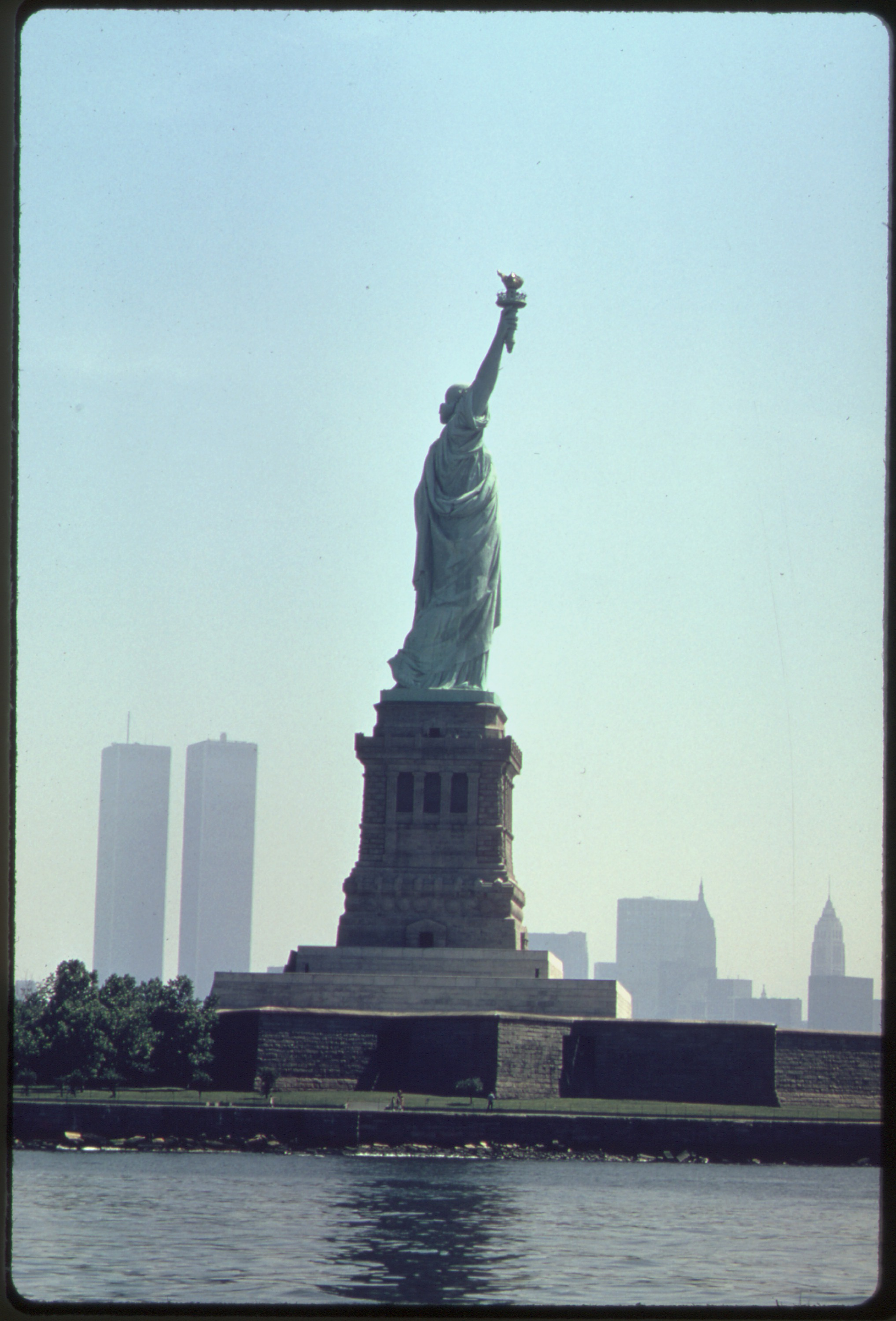
La statue de la Liberté, d'où le personnage de Philippe Petit raconte son histoire dans le film, avec le World Trade Center en arrière-plan.

Le film ne mentionne pas directement les attentats du 11 septembre 2001, qui aboutirent à la destruction des tours jumelles, mais rend hommage de façon symbolique,,.

## Sortie et accueil

### Box-office
| Pays ou région    | Box-office      | Date d'arrêt du box-office | Nombre de semaines |
| ----------------- | --------------- | -------------------------- | ------------------ |
| États-Unis Canada | 10 137 502 $    | 8 novembre 2015            | 5                  |
| France            | 129 955 entrées | 24 novembre 2015           | 4                  |
| Mondial           | 61 181 942 $    | -                          | -                  |